# Oltenița
Oltenița è un municipio della Romania di 22 624 abitanti, ubicato del distretto di Călărași, nella regione storica della Muntenia.
La città si trova sulla riva sinistra del Danubio, di fronte alla città bulgara di Tutrakan.
La sua ubicazione ne ha determinato la specializzazione economica: trattandosi di un importante porto sul Danubio, a Oltenița hanno sede grandi cantieri navali, in uno dei quali venne costruito il panfilo dell'ex dittatore Nicolae Ceaușescu.
Oltenița ha dato i natali all'ex Presidente della Romania Ion Iliescu (1930).